# Брёза
Брёза или Бре́зына (нем. Brösa; в.-луж. Brězyna) — деревня в Верхней Лужице, Германия. Входит в состав коммуны Мальшвиц района Баутцен в земле Саксония. Подчиняется административному округу Дрезден.

## География
Находится на левом берегу реки Любата (Lubata, Löbauer Wasser) на северо-восток от административного центра коммуны деревни Мальшвиц. На востоке деревни проходит автомобильная дорога К7223. Между Брезыной и деревней Клюкш располагаются рыбоводческие пруды.
Соседние населённые пункты: на востоке — деревня Гучина и на западе — деревня Клюкш коммуны Гросдубрау.

## История
Деревня имеет древнеславянскую круговую форму построения домов с площадью в центре. Впервые упоминается в 1433 году под наименованием Cleynen Bresin.
До 2013 года деревня входила в коммуну Гуттау. В 2013 году получила статус самостоятельного населённого пункта и вошла в состав современной коммуны Мальшвиц.
В настоящее время деревня входит в состав культурно-территориальной автономии «Лужицкая поселенческая область», на территории которой действуют законодательные акты земель Саксонии и Бранденбурга, содействующие сохранению лужицких языков и культуры лужичан.
Исторические немецкие наименования
- Cleynen Bresin, 1433
- Cleyn Bresin, 1454
- Breßin, 1519
- Bresen, 1545

## Население
Официальным языком в населённом пункте, помимо немецкого, является также верхнелужицкий язык.
Согласно статистическому сочинению «Dodawki k statisticy a etnografiji łužickich Serbow» Арношта Муки в 1884 году в деревне проживало 226 человек (из них — 211 серболужичан (93 %)).
| 1834 | 1871 | 1890 | 1910 | 1925 |
| ---- | ---- | ---- | ---- | ---- |
| 216  | 222  | 200  | 267  | 281  |